# ماسون مكدونالد
ماسون مكدونالد هو لاعب هوكي الجليد كندي، ولد في 23 أبريل 1996 في هاليفاكس في كندا.

## وصلات خارجية
- ماسون مكدونالد على موقع دوري الهوكي الوطني (الإنجليزية)
- ماسون مكدونالد على موقع EliteProspects.com (الإنجليزية)
- ماسون مكدونالد على موقع HockeyDB.com (الإنجليزية)